# Ammotrechesta tuzi
Ammotrechesta tuzi är en spindeldjursart som beskrevs av Roewer 1934. Ammotrechesta tuzi ingår i släktet Ammotrechesta och familjen Ammotrechidae. Inga underarter finns listade i Catalogue of Life.